# Nedražice
Nedražice (německy Nedraschitz) jsou malá vesnice, část obce Kostelec v okrese Tachov v Plzeňském kraji. Nachází se dva kilometry jižně od Kostelce. Nedražice jsou také název katastrálního území o rozloze 4,54 km².

## Historie
První písemná zmínka o vesnici pochází z roku 1318. V té době byl vlastníkem vladyka Protiva. Zemanové z Otradovic nedražickou tvrz obývali v 16. století a pak v 17. století a v polovině 18. století přešla tvrz i statek do vlastnictví Merklínských z Merklína. Rodina Helmů z Altalbenreuthu vlastnila statek od roku 1801 až do roku 1945.  
V březnu 2020 byl poblíž Nedražice nalezen poklad 92 zlatých a 343 stříbrných mincí ze 14. století. Nyní je umístěn ve sbírkách Západočeského  muzea v Plzni.

## Obyvatelstvo
V roce 1921 zde žilo v 64 domech celkem 317 obyvatel, z nichž se 300 hlásilo k německé a 16 k české národnosti.
| Rok            | 1869 | 1880 | 1890 | 1900 | 1910 | 1921 | 1930 | 1950 | 1961 | 1970 | 1980 | 1991 | 2001 | 2011 | 2021 |
| -------------- | ---- | ---- | ---- | ---- | ---- | ---- | ---- | ---- | ---- | ---- | ---- | ---- | ---- | ---- | ---- |
| Počet obyvatel | 305  | 307  | 347  | 344  | 370  | 317  | 302  | 102  | 148  | 150  | 86   | 78   | 95   | 79   | 85   |
| Počet domů     | 58   | 60   | 61   | 66   | 67   | 64   | 64   | 43   | 43   | 29   | 20   | 27   | 26   | 29   | 31   |

## Obecní správa
Při sčítání lidu v letech 1850–1959 Nedražice byly samostatnou obcí v okrese Stříbro. V letech 1960–1979 byly částí obce Kostelec v okrese Tachov. Od 1. ledna 1980 do 31. prosince 1988 byly částí města Kladruby v okrese Tachov. Od 1. ledna 1989 jsou opět částí obce Kostelec v okrese Tachov.

## Pamětihodnosti
- Na západním okraji vesnice se nachází hospodářský dvůr s nedražickým zámkem. Ten stojí na místě starší gotické tvrze, která se dochovala ve zdivu severovýchodního nároží zámecké budovy. Dochovaná podoba zámku je výsledkem renesančních a zejména barokních přestaveb.[11][12]
- Na opačném konci vesnice stojí pozdně barokní šestiboká kaple svatého Jana Nepomuckého z doby okolo roku 1750. Její fasády jsou členěné lizénami a půlkruhovými okny. Dovnitř se vstupuje portálem se znakem Merklínů z Merklína.[13][14]
- Nedaleko od zámku, u silnice vedoucí do Krtína, se nachází budova bývalého žentouru – technická památka.[15]

## Rodáci
- Marcus Abeles (1837–1894), lékař a docent na univerzitě ve Vídni

## Galerie

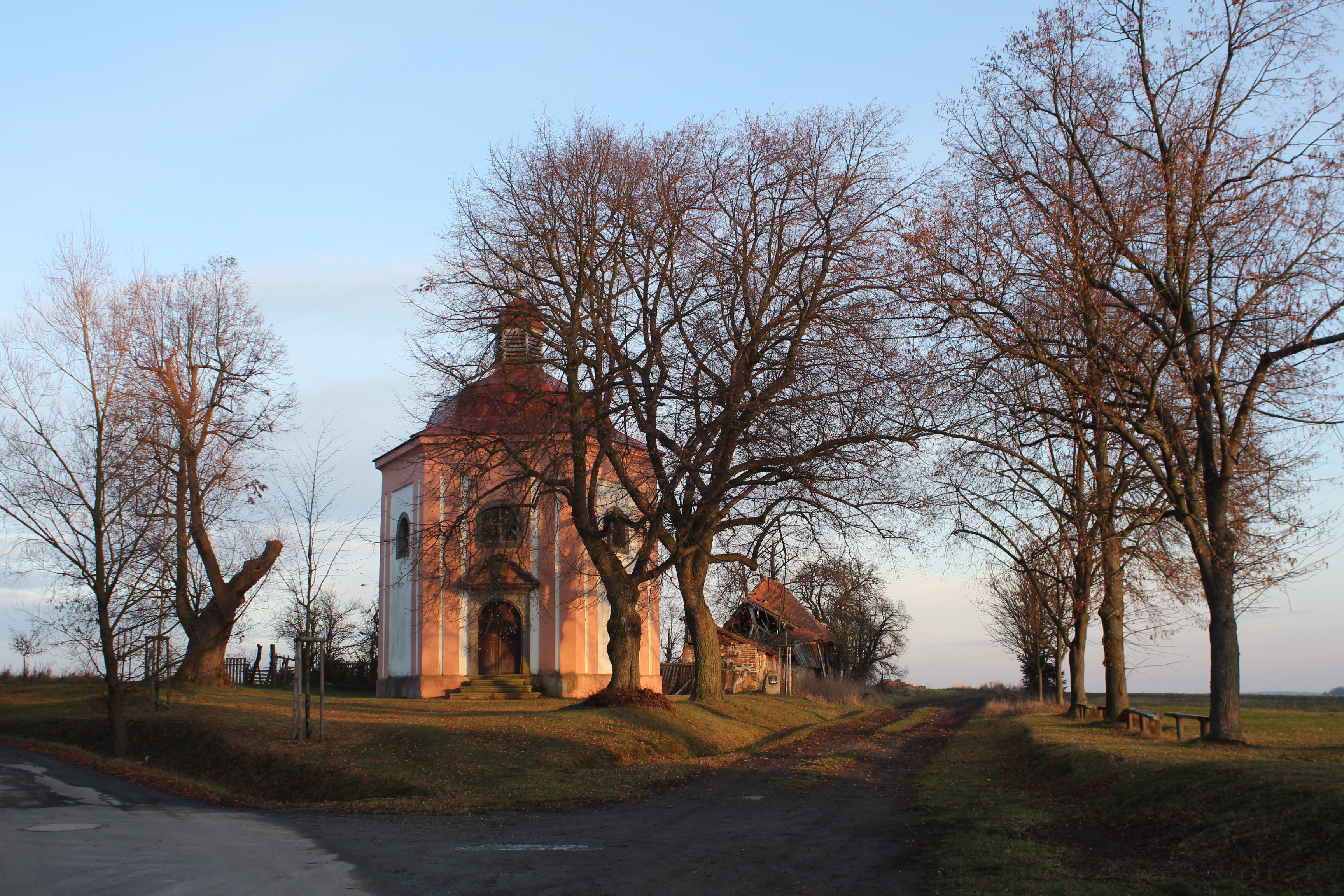
Kaple svatého Jana Nepomuckého
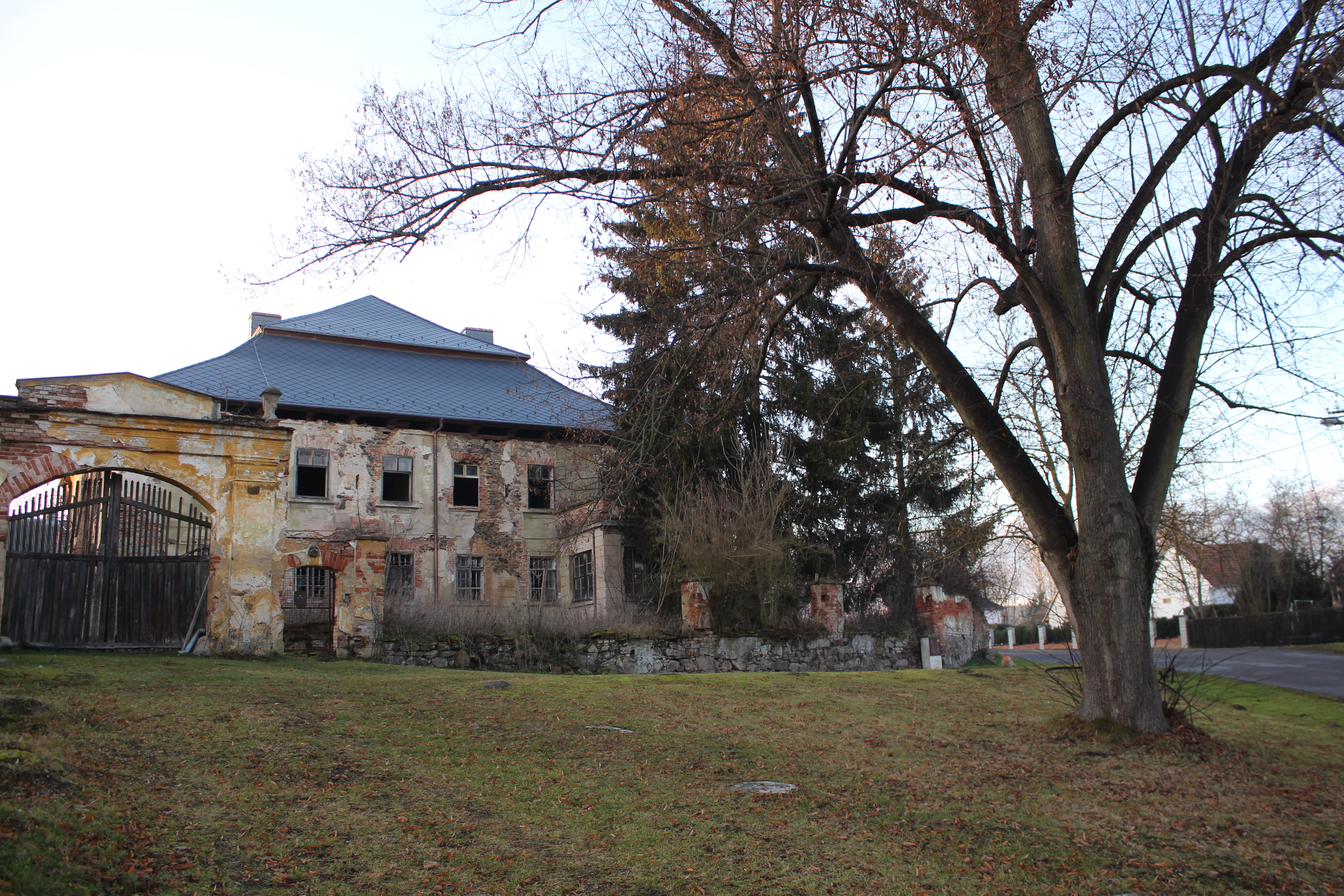
Zámek - průčelí
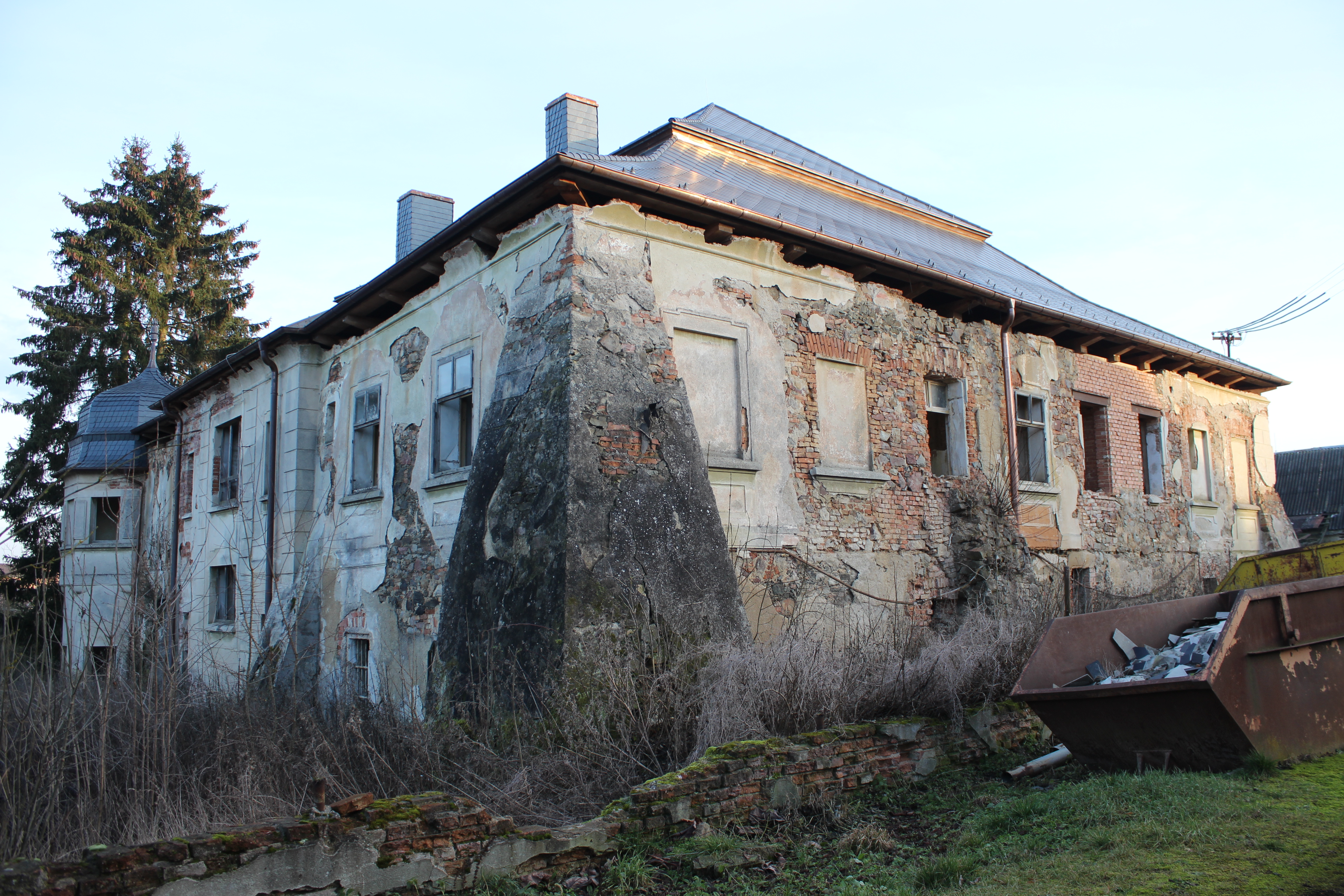
Zámek - zadní část
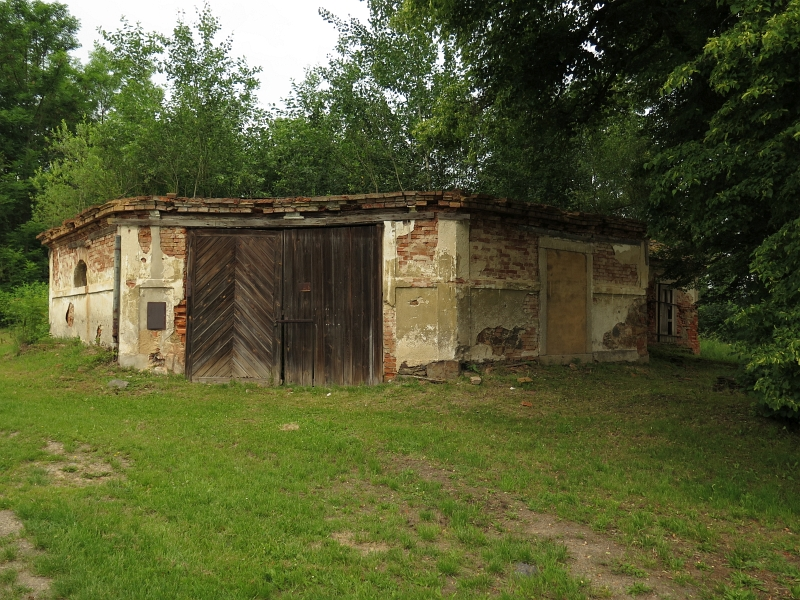
Bývalý žentour
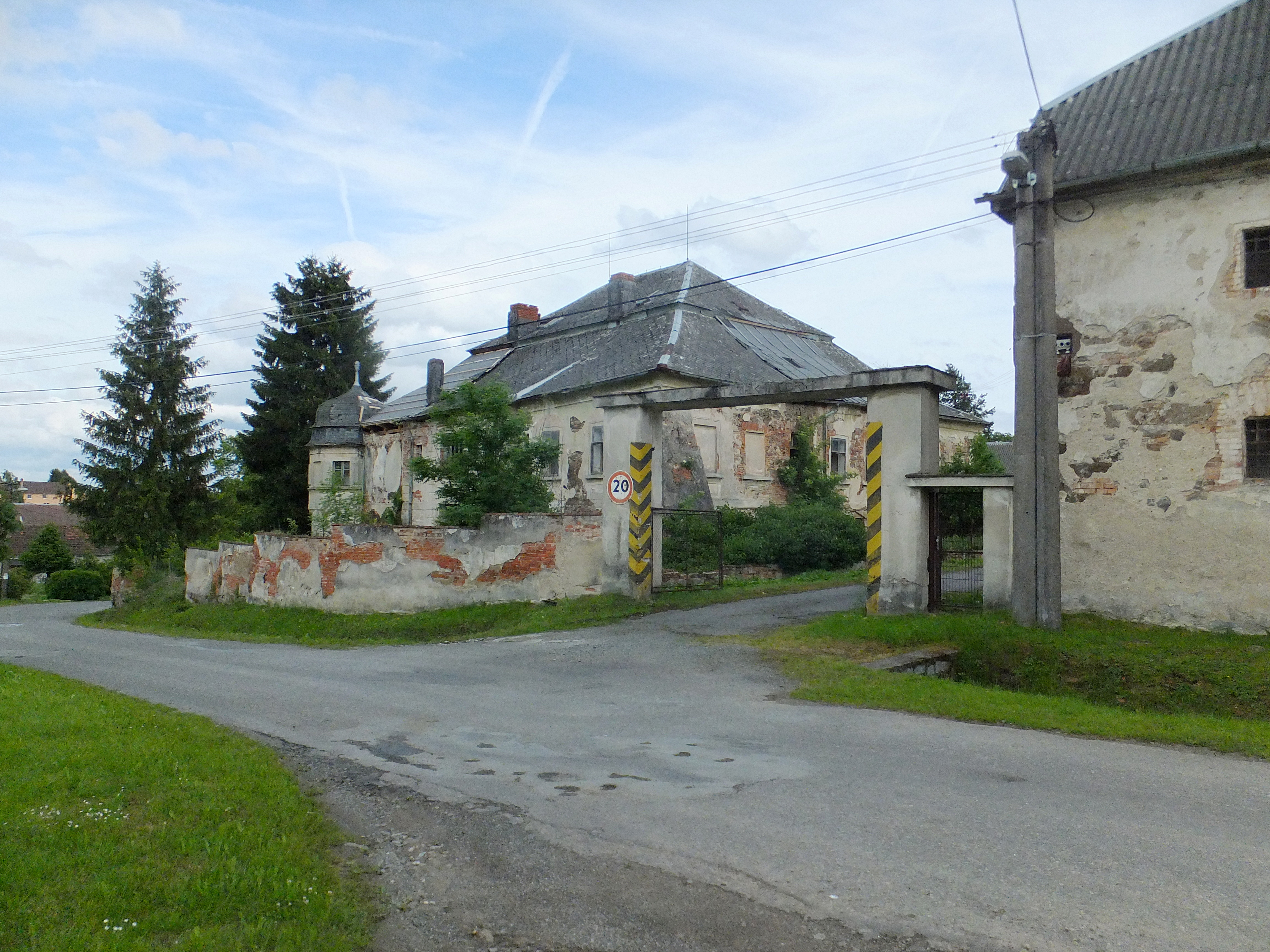
Zámek a hospodářský dvůr
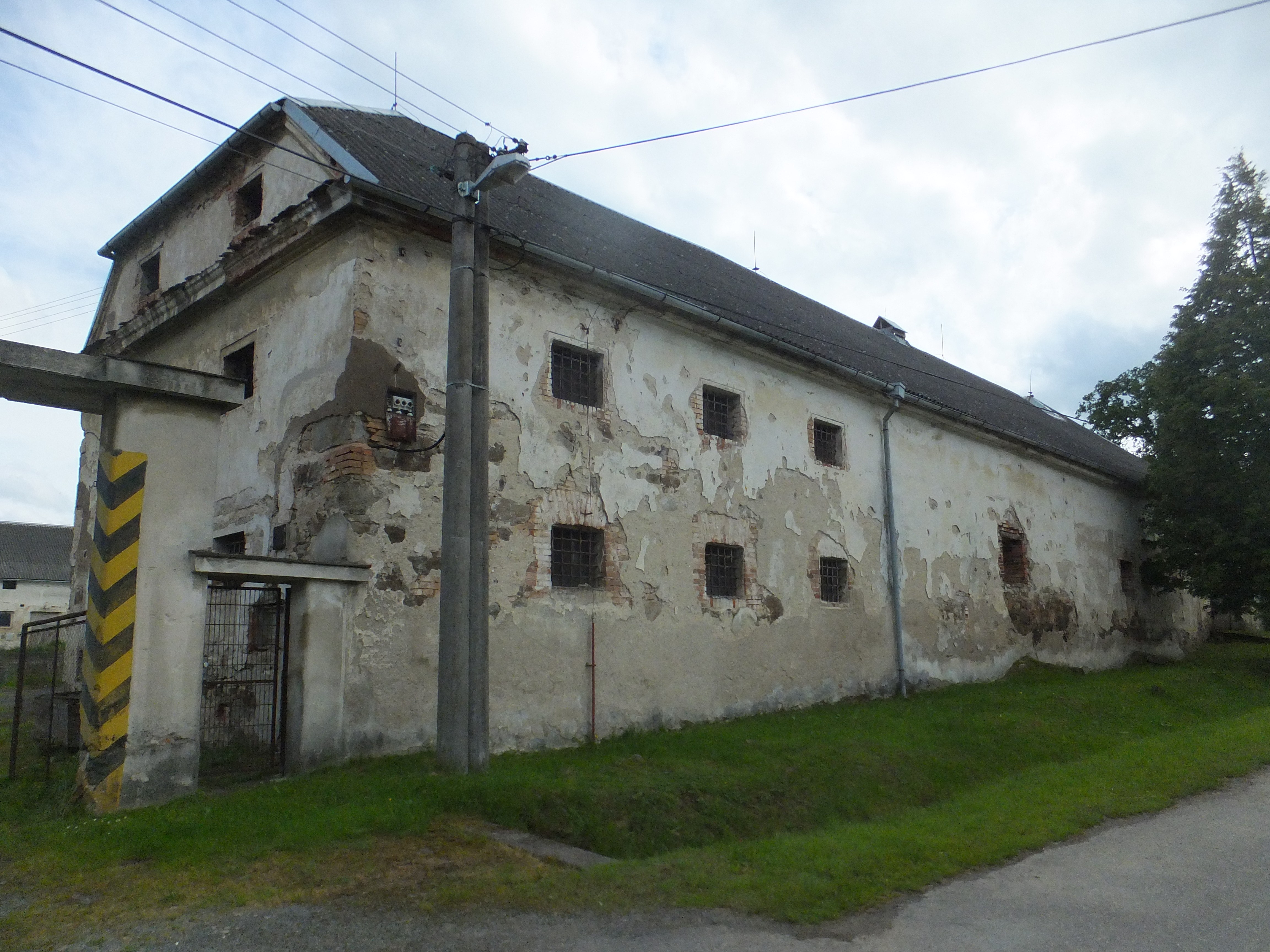
Hospodářský dvůr